# Bergtjärnen (Ramsjö socken, Hälsingland, 689868-149778)
Bergtjärnen är en sjö i Ljusdals kommun i Hälsingland och ingår i Ljusnans huvudavrinningsområde.